# Пулев, Кубрат
Кубра́т Пу́лев (англ. Kubrat Pulev; род. 4 мая 1981, София, Болгария) — болгарский боксёр-профессионал, выступающий в тяжёлой весовой категории. Чемпион Европы (2008), бронзовый призёр чемпионата мира (2005) и чемпионата Европы (2006), чемпион ЕС (2004) и серебряный призёр чемпионата ЕС (2005) в любителях. Среди профессионалов обязательный претендент на титул чемпиона мира по версии IBF (2017, 2018—2019), чемпион Европы по версии EBU (2012—2013, 2016—2017) в тяжёлом весе. Действующий регулярный чемпион по версии WBA (2024—н.в) в тяжёлом весе
Родной брат известного болгарского боксёра, Тервела Пулева.

## Любительская карьера
Начал заниматься боксом в 13 лет в школе ЦСКА. До того как заняться боксом один год тренировался в футбол. Выступал в тяжёлой категории — свыше 91 кг.
В 1998 г. был приглашён в национальную сборную Болгарии.
В феврале 2002 года Пулев выиграл «Кубок Странджа (en)», известный европейский турнир по боксу. Пулев, которого называют «Кобра», победил кубинского чемпиона мира Одланьера Солиса.
Не смог участвовать в чемпионате Европы 2002 года в Перми, так как сломал руку в спарринге.
В 2001 году на чемпионате мира проиграл в отборочном туре россиянину Султану Ибрагимову (12:15).
В 2002 году на турнире в Финляндии взял золото, победив близким решением российского боксёра, Александра Алексеева (22:21)
В 2003 году на чемпионате мира проиграл реванш Одланьеру Солису (7:12)
На чемпионате Европы 2004 года, победил немца Александра Повернова. Не участвовал в Олимпийских играх, хоть и победил в последнем отборочном турнире в Гётеборге. В 2007 году свёл в ничью поединок с Роберто Каммарелле.
В 2005 году на чемпионате мира завоевал бронзу, уступив в полуфинале третью встречу с Одланьером Солисом (11:25).
В 2008 году взял золото на чемпионате Европы в Ливерпуле. В финале победил россиянина Дениса Сергеева (9:2). Был избран спортсменом февраля 2008.
В 2009 году на чемпионате мира дошёл до 1/8 финала, в котором проиграл итальянцу Роберто Каммарелле.
Кроме того, за любительскую карьеру Пулев побеждал Магомеда Абдусаламова, Романа Капитоненко, Вячеслава Глазкова, Чжана Чжилэя, Ярославаса Якшто и много других известных боксёров.

## Профессиональная карьера
Первый профессиональный бой Кубрат провёл 19 сентября 2009 года, в котором нокаутировал румынского боксёра Флориана Бенче во 2-м раунде. Через месяц в Берлине нокаутировал турка Сердара Усала.
Третий бой Пулев провёл против очень сильного и опытного нигерийского боксёра, чемпиона Африки Гбенги Олоукуна, выиграв у него по очкам. Следующий бой Кубрат провёл против американского джорнимена Зака Пейджа, которого победил по очкам.

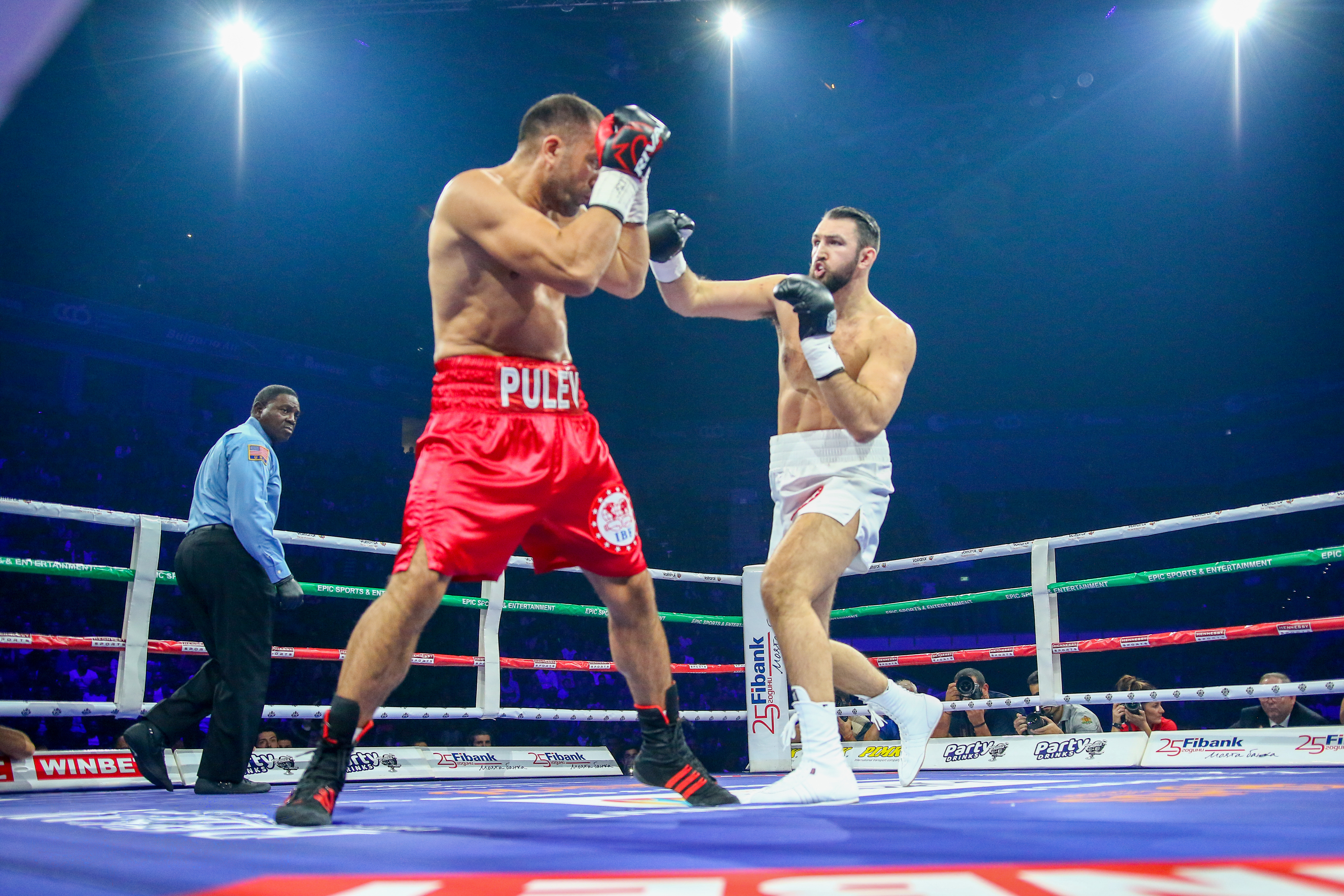
Момент боксёрского поединка за статус обязательного претендента по линии IBF Кубрат Пулев — Хьюи Фьюри, 27 октября 2018 года, София, Болгария.

Свой пятый поединок Кубрат провёл в январе 2010 года и нокаутировал в 4-м раунде бывшую звезду английского бокса Мэтта Скелтона. Кроме того, в 2010 году выиграл в Бельгии у француза Исосса Мондо, вернувшись в Германию, в мае нокаутировал Дэнни Батчелдера и дисквалификацией победил огромного российского боксёра Евгения Орлова.
В конце года Пулев победил известного боксёра Доминика Гуинна, который довольно активно начал бой, но Кубрат уже со второго раунда задал свой темп поединка и переломил его в свою пользу. 18 декабря с разгромным счётом (80–72 у всех судей) победил в восьмираундовом бою итальянца Павло Видоца.
В феврале 2011 года Кубрат Пулев победил бывшего претендента на титул чемпиона Европы Ярослава Заворотнего.
7 мая Кубрат нокаутировал американца Деррика Росси.
16 июля болгарин победил по очкам украинского боксёра Максима Педюру.
22 октября Кубрат вышел на первый титульный бой. В 12-раундовом поединке он с разгромным счётом победил по очкам американца Трэвиса Уолкера в бою за вакантный титул интернационального чемпиона по версии IBF.

#### Бой с Майклом Спроттом
В январе 2012 года Кубрат вышел на ринг с известным англичанином Майклом Спроттом. Бой проходил в тяжёлой и вязкой борьбе. Пулев контролировал основной ход поединка. В 1-м раунде Спротт нанёс небольшое рассечение возле левого глаза. Уже ко второй трети поединка Спротт больше делал акцент на защиту, лишь изредка пробивая короткие комбинации, блокируемые Пулевым. Болгарин действовал более активно, хоть поединок в целом не был зрелищным. Уставший Спротт ничего не мог противопоставить Кубрату Пулеву, и в перерыве между 9-м и 10-м раундами отказался от продолжения боя.

#### Бой с Александром Димитренко
В Эрфурте 5 мая 2012 года состоялся бой за вакантный титул чемпиона Европы. Роберт Хелениус из-за травмы в бою с Дереком Чисорой вынужден был отказаться от титула, и EBU обязала провести бой Пулева против бывшего обладателя этого титула Александра Димитренко (Германия).
Фаворитом считался болгарский боксёр, который и показал в бою более уверенную технику защиты и нападения, хотя в первых раундах атаки Димитренко смотрелись более зрелищно. Но к концу поединка начали сказываться гематома над правым глазом у Димитренко, полученная ещё в первой половине боя, и его общая усталость, и в 11-м раунде после не очень сильного джеба Димитренко рухнул на канвас. Он сумел подняться на колени, но до окончания отсчёта рефери так и не встал. Пулев победил нокаутом.

#### Бой с Александром Устиновым
Изначально IBF объявила о турнире среди четырёх боксёров, занимавших самые высокие позиции в рейтинге. 1-я и 2-я строчка были вакантными после травмы Эдди Чемберса и поражения Тони Томпсона. 3-м в рейтинге был Кубрат Пулев, который должен был выйти с 5-м номером, Одланьером Солисом, за 1-ю строчку, а 4-й в рейтинге Томаш Адамек должен был выйти с 6-м в рейтинге Александром Устиновым. Адамек с Устиновым не пришли к договорённости, а Адамек выбрал себе в соперники американца Трэвиса Уолкера, который занимал 13-ю строчку в рейтинге IBF, в поединке за вторую строчку рейтинга. У Одланьера Солиса возникли временные задержки, он оказался не удел и не смог участвовать в турнире. А Кубрат Пулев договорился о бое с Александром Устиновым за первую строчку рейтинга.
29 сентября 2012 года произошло противостояние двух непобеждённых боксёров. Кубрат Пулев в первой защите титула чемпиона Европы вышел на ринг с российским гигантом, выступающим под белорусским флагом, Александром Устиновым. В этом бою, помимо титулов Пулева, разыгрывалась первая строчка рейтинга IBF. Первая половина боя прошла под полным контролем Кубрата, без особо ярких атак. После первых шести раундов у Устинова начала развиваться гематома над правым глазом. Пулев контролировал поединок джебом, который почти всегда проходил, время от времени пробивая правые и левые кроссы. В 7-м раунде Устинов сумел донести точный правый боковой удар, но Пулев тут же ответил. В 11-м раунде после очередных ударов Кубрата Александр опустился на одно колено и не встал на счёт 10. Кубрат победил нокаутом. Примечательно, что форма этого нокаута была абсолютно такой же как с его предыдущим соперником: Александр Дмитренко так же был повержен в 11-м раунде, став на одно колено и решив не продолжать поединок.

#### Бой с Тони Томпсоном
После победы Пулева над Устиновым долгое время не мог определиться очередной соперник болгарина за звание официального претендента. Томаш Адамек, который победил Трэвиса Уокера, провёл бой со Стивом Каннингемом, позиции которого в IBF были так же высоки, и федерация так же одобрила этот бой как отборочный. Адамек победил спорным решением и отказался от встречи с Пулевым. Звание второго претендента разыграли между собой Каннингем, который очень уверенно провёл бой с Адамеком, и британец Тайсон Фьюри. Фьюри победил, но тоже отказался от боя с болгарином. Вторая строчка снова стала вакантной. Третьим в рейтинге был американец Брайант Дженнингс, который тоже отверг предложение команды Пулева. Рассматривался матч-реванш с Александром Димитренко, но Александр тоже отверг предложение Кубрата. Четвёртым в рейтинге был бывший претендент по версии IBF американец, Тони Томпсон, который согласился встретиться с Пулевым за звание обязательного претендента на титул чемпиона мира. Бой был назначен на 24 августа 2013 года.
24 августа 2013 года состоялся бой за звание обязательного претендента по версии IBF между Кубратом Пулевым и американцем Тони Томпсоном. Бой вышел вязким и скучным. В начальных раундах оба боксёра действовали осторожно без особого преимущества в ринге, но уже до середины боя Кубрат полностью захватил инициативу на ринге и в итоге победил по очкам и стал обязательным претендентом на титул чемпиона мира. Счёт судей: 116–112, 118–110 и 117–111, все в пользу Пулева.

#### Бои с Абеллем и Перковичем
14 декабря 2013 года Кубрат Пулев одержал победу над американским нокаутёром Джоуи Абеллем. Из 29 побед Абеля 28 были досрочными. Удар американца испытал на себе и Кубрат Пулев. В начале 4-го раунда Абель зацепил Пулева правым боковым и толкнул от себя. Пулев не был потрясён, но потерял равновесие и упал на канвас. Болгарину впервые был отсчитан нокдаун. Пулев не воспринял падение как нокдаун, возмутился отсчёту рефери, и после продолжения боя набросился на американца. Бой закончился техническим поражением Абелля — после двух нокдаунов в конце 4-го раунда секунданты американца решили отказаться от продолжения боя. Пулев сохранил первый номер в рейтинге IBF в супертяжёлом весе.
5 апреля 2014 года был запланирован разминочный 8-раундовый поединок для Кубрата Пулева. Менее чем за неделю несколько соперников отказались от встречи с Пулевым. Первоначально планировался бой с Элайдже Макколом (сыном Оливера Маккола), затем британцем Денни Хьюзом, и следом за ними американец Джойем Давейко. Все трое отказались, и менее чем за сутки до боя на ринг согласился выйти хорватский джорнимен Ивица Перкович, который продержался против болгарина три раунда и отказался выходить на четвёртый. Пулев досрочно победил.

#### Чемпионский бой с Владимиром Кличко
Кубрат Пулев уже неоднократно заявлял, что желает встретиться в бою с Владимиром Кличко. 9 мая 2014 года Кубрат Пулев был объявлен обязательным претендентом на титул чемпиона мира по версии IBF и на переговоры об организации боя с Кличко были даны 30 дней. Чуть позже, в мае, появилась информация, что такой бой запланирован на 6 сентября 2014 года в Гамбурге (Германия), однако в конце августа Кличко отменил бой из-за травмы, и поединок был перенесён на 15 ноября 2014 года. После этого Борислав Бояджиев, тренер болгарского супертяжеловеса Кубрата Пулева, обвинил Кличко в симуляции травмы и в том, что таким образом он намеренно сломал всю подготовку Кубрата, который к концу августа вышел на пик своей формы.
Поединок состоялся 15 ноября 2014 года в Гамбурге. Бой проходил в среднем темпе. В первом же раунде на 30-й секунде первой минуты, Пулев потряс Владимира джебом, но затем сам дважды побывал в нокдауне. Оба боксёра часто использовали джеб, было много ударов в клинчах. В 3-м раунде чемпион потряс претендента правым ударом и затем отправил его на канвас хуком слева. В 4-м раунде болгарин перехватил инициативу и провёл несколько удачных комбинаций. В 5-м раунде Кличко нокаутировал Пулева левым хуком. Пулев потерпел первое поражение на профессиональном ринге. За этот бой Пулев получил 1 450 000 долларов.

#### Бой с Морисом Харрисом
5 декабря 2015 года в Гамбурге встретился с Морисом Харрисом. Пулев нокаутировал противника в 1 раунде.

#### Бой с Дериком Чисорой
7 мая 2016 года в Гамбурге (Германия) в бою за звание чемпиона Европы по версии EBU подрался с экс-претендентом Дереком Чисорой. Так же бой носил статус отборочного на титул IBF. В стартовых раундах Чисора агрессивно шел вперед пытаясь попасть на среднюю дистанцию, но Пулев хорошо работал джебом удачно встречая соперника. К середине 3-го раунда Чисора снизил обороты, но всё же в стартовых отрезках раундов шел вперед выбрасывая размашистые удары. К 7-му раунду оба устали: Чисора брал долгие паузы хоть и шел вперед в начале трехминутки, болгарин хоть и потерял остроту действий, но по-прежнему перерабатывал визави. Чемпионские раунды были полны борьбы в клинче, опасные моменты почти отсутствовали. Судьи выставили раздельное решение: 116–112 и 118–110 Пулеву, а третий 115–113 Чисоре. Болгарин кроме пояса Чемпиона Европы по версии EBU стал обязательным претендентом на титул IBF принадлежащий Энтони Джошуа.

#### Бой С Сэмюэлем Питером
Поединок проходил с преимуществом болгарина, который держал однообразно бросающегося вперёд Сэма на джебе и прямых ударах. Медлительный и откровенно пузатый Питер не представлял никакой особой опасности для хозяина ринга. По ходу встречи никто из боксёров не был потрясён, однако на 4-й раунд африканец выходить отказался, сославшись на травму правого локтя. RTD 3 Пулеву.

#### Бой с Кевином Джонсоном
28 апреля 2017 года встретился с Кевином Джонсоном. Кубрат неспешно поддавливал, работая джебом и изредка пытаясь поймать оппонента на боковой. Джонсон изредка выбрасывал переднюю руку, причём зачастую попадал, но по большому счёту этим и ограничивался. Активность болгарина, в клинчах частившего правыми крюками в ухо и по затылку визави (предупреждения рефери за фолы не действовали, а штрафовать третий в ринге так и не осмелился), всё же принесла ему успех. Победил Пулев единогласным решением судей — дважды 120–108 и 119–109.

#### Отмененный бой с Энтони Джошуа
После боя с Владимиром Кличко IBF постановила, что до конца августа текущего года британец Энтони Джошуа должен будет провести защиту своего пояса в поединке с официальным претендентом Кубратом Пулевым. Однако Джошуа предпочел вариант реванша с Владимиром Кличко и IBF согласилась предоставить ему отсрочку, но 3 августа 2017 года Владимир Кличко объявил о завершении карьеры, и таким образом было принято решение провести бой с Пулевым. Фаворитом в этом бою выступает Джошуа (ставки на его победу принимаются из расчета 1 к 6,5). Бой пройдёт в Кардиффе на стадионе Миллениум, вмещающем 80 000 зрителей. В этом бою был установлен мировой рекорд по продажам билетов на бокс-шоу. Как пишет The Telegraph, за один день фанаты раскупили практически все места на Principality Stadium в Кардиффе (Уэльс) — 70 тысяч. Он также установил рекорд по посещаемости боксёрского матча в помещении (Предыдущий рекорд принадлежал реваншу между Мухаммедом Али и Леона Спинкса, который собрал 63,000 фанатов в Новый Орлеан Superdrome в 1978 году). Гонорар болгарина должен был составить $2,67 миллиона. Но в октябре 2017 года стало известно что Пулев во время спарринга получил травму — частичный разрыв грудной мышцы, и отказался от поединка.

#### Чемпионский бой с Энтони Джошуа
Поединок в супертяжелом весе, в котором участвовали защищающийся чемпион мира по версиям WBA (Super), IBF, WBO и IBO Энтони Джошуа и обязательный претендент по версии IBF Кубрат Пулев. Мероприятие состоялось 12 декабря 2020 года на лондонской арене SSE Arena. Джошуа сохранил свои титулы нокаутом в девятом раунде.

#### Выставочный бой с Фрэнком Миром
27 ноября 2021 года в Арлингтоне (США) прошёл выставочный бой с экс-чемпионом UFC — бойцом смешанных единоборств американцем Фрэнком Миром, где Пулев досрочно техническим нокаутом в 1-м же раунде победил Фрэнка Мира.

#### Бой с Джерри Форрестем
14 мая 2022 года в Калифорнии состоялся бой с 34-летним американцем Джерри Форрестом. Кубрат Пулев одержал победу единогласным решением судей со счётом 98–92 и 99–91 дважды.

#### Реванш с Дерекем Чисорой
9 июля 2022 года на О2 Арене в Лондоне прошел бой-реванш с британцем Дерекем Чисорой за титул WBA International. Чисора моментально начал атаку, однако Пулев умело контролировал бой, используя клинч, и первые раунды прошли в умеренном темпе. Настоящая огненная битва развернулась лишь во второй половине поединка, особенно с 7-го раунда, когда обе стороны начали раскрывать свой арсенал. Пулев, имеющий небольшое рассечение под глазом, казалось, проводил больше ударов, однако Чисора атаковал более жестко и опасно, регулярно проверяя стойкость болгарина. По итогам боя судьи не смогли прийти к общему решению и определили победителя по раздельным картам: 116–112 в пользу Пулева, 116–114 и 116–112 в пользу Чисоры.

#### Бой с Анджеем Вавжиком
14 декабря 2023 года в Коста-Меса (Калифорния, США) выступил в главном событии вечера бокса против вернувшегося на ринг польского бойца Анджея Вавжика. Бой продлился все отведенные 10 раундов и закончился единогласным решением судей в пользу болгарина. Пулев был более агрессивным и все раунды поддавливал польского оппонента забрав середину ринга. Как всегда хорошо работая джебом он контролировал Вавжика и послал его в нокдауны в 6 и 8-м раундах. Но всё же к чести Вавжика он смог закончить бой на ногах. Решение судей по итогу выглядело так: 99-89 и 100-88 дважды.

#### Бой с Игорем Шевадзуцким
30 марта 2024 года был запланирован бой с регулярным чемпионом WBA, немцем сирийского происхождения, Мануэлем Чарром, но Чарр получил травму левой руки во время тренеровки и вынужден был отказаться от поединка. Новым соперником назначен украинский боксёр Игорь Шевадзуцкий. 30 марта 2024 года в Софии состоялся бой с украинцем. 12-раундовый поединок завершился победой болгарина, все судьи единогласно отдали победу Пулеву — 117–111.

#### Бой за регулярный титул с Мануэлем Чарром
7 декабря в Софии провёл отложенный бой против регулярного чемпиона WBA Мануэля Чарра. Первая половина боя прошла с заметным преимуществом претендента из Болгарии. Он работал на дальней за счет джеба, а вблизи умело смог нейтрализовать напор и агрессию Мануэля Чарра. Чемпион отвечал размашистыми боковыми ударами и ударами по туловищу, но этого было явно не достаточно. Вторая половина боя была имел конкурентную концовку, Чарр пошел ва-банк и даже взял несколько раундов за счет работы по туловищу. Оба боксера получили сечки над левым глазом. Единогласным решением судей победу одержал Кубрат Пулев: 117–111, 117–111, 116–112 и стал новым регулярным чемпионом WBA в 43 года.

## Статистика профессиональных боёв
В таблице перечислены результаты всех поединков боксёров.
В каждой строке указан результат поединка. Дополнительно номер поединка обозначен цветом, который обозначает итог поединка. Расшифровка обозначений и цветов представлена в нижеследующей таблице.
| Пример | Расшифровка                     |
| ------ | ------------------------------- |
|        | Победа                          |
|        | Ничья                           |
|        | Поражение                       |
|        | Планируемый поединок            |
|        | Поединок признан несостоявшимся |
| КО     | Нокаут                          |
| ТКО    | Технический нокаут              |
| PTS    | Решение судей (по очкам)        |
| UD     | Единогласное решение судей      |
| MD     | Решение большинства судей       |
| SD     | Раздельное решение судей        |
| RTD    | Отказ от продолжения боя        |
| DQ     | Дисквалификация                 |
| NC     | Поединок признан несостоявшимся |

| 35 поединков, 32 победы (14 нокаутом), 3 поражения. | 35 поединков, 32 победы (14 нокаутом), 3 поражения. | 35 поединков, 32 победы (14 нокаутом), 3 поражения. | 35 поединков, 32 победы (14 нокаутом), 3 поражения. | 35 поединков, 32 победы (14 нокаутом), 3 поражения. | 35 поединков, 32 победы (14 нокаутом), 3 поражения. | 35 поединков, 32 победы (14 нокаутом), 3 поражения. |
| Бой                                                 | Рекорд                                              | Дата боя                                            | Соперник                                            | Место проведения боя                                | Результат                                           | Дополнительно |
| --------------------------------------------------- | --------------------------------------------------- | --------------------------------------------------- | --------------------------------------------------- | --------------------------------------------------- | --------------------------------------------------- | --- |
| 35                                                  | 32-3                                                | 7 декабря 2024                                      | Мануэль Чарр (34-4)                                 | Армеец, София, Болгария                             | UD 12                                               | Бой за титул регулярного чемпиона мира по версии WBA в тяжёлом весе (1-я защита Чарра). Счёт судей: 117-111, 117-111, 116-112.                                                                       |
| 34                                                  | 31-3                                                | 30 марта 2024                                       | Игорь Шевадзуцкий (11-1)                            | Армеец, София, Болгария                             | UD 12                                               | Бой за титул WBA International в тяжёлом весе. Счёт судей: 117-111 (трижды). |
| 33                                                  | 30-3                                                | 14 декабря 2023                                     | Анджей Вавжик (34-3)                                | The Hangar, Коста-Меса, США                         | UD 10                                               | |
| 32                                                  | 29-3                                                | 9 июля 2022                                         | Дерек Чисора (2) (32-12)                            | O2 Арена, Лондон, Великобритания                    | SD 12                                               | Счёт судей: 116-112, 114-116, 112-116. Бой за вакантный титул чемпиона по версии WBA International в тяжёлом весе.                                                                                   |
| 31                                                  | 29-2                                                | 14 мая 2022                                         | Джерри Форрест (26-4-2)                             | Форум, Инглвуд, Калифорния, США                     | UD 10                                               | Счёт: 98-92, 99-91 (дважды). |
| 30                                                  | 28-2                                                | 12 декабря 2020                                     | Энтони Джошуа (23-1)                                | Уэмбли Арена, Уэмбли, Лондон, Великобритания        | KO 9 (12), 2:58                                     | Бой за титул чемпиона мира по версиям WBA Super, WBO, IBF и IBO в тяжёлом весе (1-я защита Джошуа).                                                                                                  |
| 29                                                  | 28-1                                                | 9 ноября 2019                                       | Райделл Букер (26-2)                                | Chukchansi Park, Фресно, Калифорния, США            | UD 10                                               | Счёт: 99-91, 98-92 (дважды). |
| 28                                                  | 27-1                                                | 23 марта 2019                                       | Богдан Дину (18-1)                                  | The Hangar, Коста-Меса, Калифорния, США             | KO 7 (10), 2:40                                     | Дебютировал в США и сохранил статуса обязательного претендента на титул чемпиона мира по версии IBF в тяжёлом весе.                                                                                  |
| 27                                                  | 26-1                                                | 27 октября 2018                                     | Хьюи Фьюри (21-1)                                   | Арена Армеец, София, Болгария                       | UD 12                                               | Счёт: 118-110, 117-111, 115-113. Бой за статус обязательного претендента на титул чемпиона мира по версии IBF в тяжёлом весе.                                                                        |
| 26                                                  | 25-1                                                | 28 апреля 2017                                      | Кевин Джонсон (30-7-1)                              | Арена Армеец, София, Болгария                       | UD 12                                               | Защитил титул чемпиона по версии WBA Inter-Continental в тяжёлом весе (1-я защита Пулева) и сохранил за собой звание обязательного претендента по версии IBF. Счёт судей: 119-109, 120-108 (дважды). |
| 25                                                  | 24-1                                                | 3 декабря 2016                                      | Сэмюэл Питер (36-5)                                 | Арена Армеец, София, Болгария                       | RTD 3 (12), 3:00                                    | Завоевал вакантный титул чемпиона по версии WBA Inter-Continental. |
| 24                                                  | 23-1                                                | 7 мая 2016                                          | Дерек Чисора (25-5)                                 | Barclaycard Arena, Гамбург, Германия                | SD 12                                               | Завоевал титул чемпиона Европы по версии EBU. Счёт судей: 116-112, 118-110, 113-115. |
| 23                                                  | 22-1                                                | 5 декабря 2015                                      | Морис Харрис (26-20-3)                              | Гамбург, Германия                                   | KO 1 (8), 1:59                                      | |
| 22                                                  | 21-1                                                | 17 октября 2015                                     | Джордж Ариас (56-13)                                | Карлсруэ, Германия                                  | UD 8                                                | |
| 21                                                  | 20-1                                                | 15 ноября 2014                                      | Владимир Кличко (62-3)                              | Гамбург, Германия                                   | KO 5 (12), 2:11                                     | Бой за титул чемпиона мира по версиям WBA Super, IBF, WBO, IBO и The Ring в тяжёлом весе. Пулев трижды в нокдауне, 2 раза в 1-м, и 1 раз в 3-м раунде                                                |
| 20                                                  | 20-0                                                | 5 апреля 2014                                       | Ивица Перкович (20-23)                              | Росток, Германия                                    | RTD 3 (8), 3:00                                     | |
| 19                                                  | 19-0                                                | 14 декабря 2013                                     | Джоуи Абель (29-6)                                  | Нойбранденбург, Германия                            | RTD 4 (12), 3:00                                    | Пятая защита интернационального пояса по версии IBF. |
| 18                                                  | 18-0                                                | 24 августа 2013                                     | Тони Томпсон (38-3)                                 | Шверин, Германия                                    | UD (12)                                             | 118-110, 117-111, 116-112. Финал претендентского турнира IBF. |
| 17                                                  | 17-0                                                | 29 сентября 2012                                    | Александр Устинов (27-0)                            | Гамбург, Германия                                   | KO 11 (12), 1:28                                    | Бой за титул интернационального чемпиона по версии IBF, 3-я защита Пулева, Бой за титул чемпиона Европы по версии EBU, Полуфинал претендентского турнира IBF.                                        |
| 16                                                  | 16-0                                                | 5 мая 2012                                          | Александр Дмитренко (32-1)                          | Эрфурт, Германия                                    | KO 11 (12), 2:59                                    | Вакантный титул чемпиона Европы по версии EBU, Титул интернационального чемпиона по версии IBF, 2-я защита Пулева.                                                                                   |
| 15                                                  | 15-0                                                | 14 января 2012                                      | Майкл Спротт (36-17)                                | Оффенбург, Германия                                 | RTD 9 (12), 3:00                                    | Титул интернационального чемпиона по версии IBF, 1-я защита Пулева. |
| 14                                                  | 14-0                                                | 22 октября 2011                                     | Трэвис Уолкер (38-6-1)                              | Людвигсбург, Германия                               | UD 12                                               | Вакантный титул интернационального чемпиона по версии IBF. |
| 13                                                  | 13-0                                                | 16 июля 2011                                        | Максим Педюра (13-2-1)                              | Мюнхен, Германия                                    | UD 8                                                | |
| 12                                                  | 12-0                                                | 7 мая 2011                                          | Деррик Росси (25-3)                                 | Копенгаген, Дания                                   | TKO 5 (8), 2:15                                     | |
| 11                                                  | 11-0                                                | 12 февраля 2011                                     | Ярослав Заворотний (14-5)                           | Хернинг, Дания                                      | UD 8                                                | |
| 10                                                  | 10-0                                                | 18 декабря 2010                                     | Паоло Видоц (26-9)                                  | Берлин, Германия                                    | UD 8                                                | |
| 9                                                   | 9-0                                                 | 30 октября 2010                                     | Доминик Гуинн (33-6-1)                              | Росток, Германия                                    | UD 8                                                | |
| 8                                                   | 8-0                                                 | 1 мая 2010                                          | Евгений Орлов (11-6-1)                              | Ольденбург, Германия                                | DQ 7 (8), 0:16                                      | |
| 7                                                   | 7-0                                                 | 13 марта 2010                                       | Дэнни Батчелдер (27-7-1)                            | Берлин, Германия                                    | TKO 2 (8), 0:45                                     | |
| 6                                                   | 6-0                                                 | 20 февраля 2010                                     | Исосса Мондо (3-2)                                  | Льеж, Бельгия                                       | RTD 3 (8), 3:00                                     | |
| 5                                                   | 5-0                                                 | 30 января 2010                                      | Мэтт Скелтон (22-4)                                 | Нойбранденбург, Германия                            | KO 4 (8), 2:14                                      | |
| 4                                                   | 4-0                                                 | 5 декабря 2009                                      | Зак Пейдж (19-25-2)                                 | Людвигсбург, Германия                               | UD 6                                                | |
| 3                                                   | 3-0                                                 | 7 ноября 2009                                       | Гбенга Олоукун (17-2)                               | Нюрнберг, Германия                                  | UD 6                                                | |
| 2                                                   | 2-0                                                 | 17 октября 2009                                     | Сердар Усал (9-8-2)                                 | Берлин, Германия                                    | TKO 4 (4), 0:56                                     | |
| 1                                                   | 1-0                                                 | 19 сентября 2009                                    | Флориан Бенче (2-3)                                 | Нойбранденбург, Германия                            | TKO 2 (4), 2:05                                     | Профессиональный дебют Пулева. |
| Бой                                                 | Рекорд                                              | Дата боя                                            | Соперник                                            | Место проведения боя                                | Результат                                           | Дополнительно |